# Conophorus pictipennis
Conophorus pictipennis är en tvåvingeart som först beskrevs av Macquart 1840.  Conophorus pictipennis ingår i släktet Conophorus och familjen svävflugor. Inga underarter finns listade i Catalogue of Life.